# La Gazette
La Gazette (фр. вимова: [la ɡazɛt]), спочатку Gazette de France) — перший щотижневий часопис, який видавався у Франції з 30 травня 1631 року.

Друк La Gazette було остаточно припинено в 1915 році.

## Історія
Засновником газети вважається Теофраст Ренодо. У 1618 році він здійснив подорож до Голландії та інших європейських країн, де мав можливість ознайомитися з першими газетами Європи.
Для королівської влади й пропаганди роялістської політики потрібна була власна підконтрольна газета. У травні 1631 року такою газетою стає «La Gazette». У жовтні того ж року завдяки знайомству з майбутнім кардиналом Рішельє Ренодо отримав королівський привілей на видання газети, а з 1635 року він поширювався на його послідовників.
У «La Gazette» (на сторінках газет взагалі) уперше з'явилася інформація про українців у 1636 році (№ 81, 86, 88, 101 та інших). Газета писала про українських козаків, які брали участь у Тридцятилітній війні 1618—1648 років